# Abaliget vasútállomás
Abaliget vasútállomás egy Baranya vármegyei vasútállomás Abaliget településen, a MÁV üzemeltetésében.
Külterületek közt helyezkedik el, Abaliget központjától (közúton mérve) több mint 4 kilométerre nyugatra; közúti elérését a 6601-es útból kiágazó 66 304-es út teszi lehetővé.
A Rockenbauer Pál Dél-dunántúli Kéktúra 8-as és 9-es számú szakaszának határa, egyben bélyegző helye is.

## Vasútvonalak
Az állomást az alábbi vasútvonalak érintik:
- Budapest–Pécs-vasútvonal

## Kapcsolódó állomások
A vasútállomáshoz az alábbi állomások vannak a legközelebb:
- Szatina-Kishajmás megállóhely (Budapest–Pécs-vasútvonal)
- Hetvehely megállóhely (Budapest–Pécs-vasútvonal)

## Forgalom
| Járat        | Útvonal | Gyakoriság |
| ------------ | --- | ---------- |
| személyvonat | Dombóvár – Kaposszekcső – Vásárosdombó – Sásd – Godisa – Szatina-Kishajmás – Abaliget – Hetvehely – Bükkösd – Cserdi-Helesfa – Szentlőrinc – Bicsérd – Mecsekalja-Cserkút – Pécs | 2 óránként |